# Конклюдентные действия
Конклюде́нтные действия (от лат.  concludo — заключаю, делаю вывод) — это действия лица, которые показывают его желание вступить в определённые правоотношения (например, совершить сделку), но не в форме устного или письменного волеизъявления, а поведением, по которому можно сделать заключение о таком намерении (лицо не производит никаких волеизъявлений, ни устно, ни в письменной форме, а выводы о нём и его намерениях можно сделать лишь по его поступкам). Возможность заключения сделки методом проведения подобных (конклюдентных) действий предусматривается действующим Гражданским кодексом РФ, в частности, статьей 438 Гражданского кодекса Российской Федерации. 
В некоторых случаях в качестве конклюдентного действия может выступать молчание, которое в строгом смысле является бездействием.
Совершение конклюдентных действий равноценно заключению договора со всеми вытекающими юридическими последствиями.

## Примеры конклюдентных действий
- Покупка товаров или обмен валюты через автоматы[3]
- Приобретение товаров в магазинах самообслуживания.
- Оплата проезда в общественном транспорте.
- Дарение посредством символической передачи (например, вручением ключа)[3].
- Фактическое принятие наследства[3].
- Оплата услуг без подписания соответствующего акта оказанных услуг (акта выполненных работ) может рассматриваться в качестве конклюдентного действия.